# Хајдунанаш
Хајдунанаш (мађ. Hajdúnánás) град је у Мађарској. Хајдунанаш је један од важнијих градова у оквиру жупаније Хајду-Бихар.
Хајдунанаш је имао 17.498 становника према подацима из 2009. године.

## Географија
Град Хајдунанаш се налази у североисточном делу Мађарске. Од престонице Будимпеште град је удаљен око 210 километара источно. Град се налази у северном делу Панонске низије, близу леве обале Тисе. Надморска висина града је око 100 m.

## Партнерски градови
- Ваља луј Михај
- Пјештјани
- Устроњ

## Галерија
- Поглед на градско средиште
- Градска катедрала
- Главни трг
- Градско купалиште